# Linh Nguyen
Linh Nguyen, né le 24 septembre 1940 en Indochine française et mort le 24 mai 2011, est un physicien et inventeur français.

## Biographie
Linh Nguyen est ingénieur (79e promotion, diplômé en 1964) de l’ESPCI ParisTech, et titulaire d'un doctorat de physique. Il commence sa carrière chez Thomson dont il devient directeur du groupe circuits intégrés et matériaux structurés. Il est co-inventeur du transistor HEMT, composant important dans les technologies des télécommunications. Il fonde la société Picogiga International en 1985 qu'il dirige jusqu'en 2003.
Linh Nguyen est chevalier de l'ordre national du Mérite en 1993, lauréat du prix Kastner-Boursault de l'Académie des sciences en 1985 et est membre de l'Académie des technologies.